# Pelinolistna ambrozija
Pelinolistna ambrozija oz. pelinolistna žvrklja (znanstveno ime Ambrosia artemisiifolia) je invazivna severnoameriška enoletnica, ki se v Evropi intenzivno širi zadnjih nekaj desetletij.
Pelinolistna ambrozija ima pokončno, olistano in kosmato steblo, ki zraste 20-120 cm visoko. Listi so ob straneh dvakrat do trikrat pernato deljeni, zgoraj so zeleni in kosmati, na spodnji strani pa so dlačice izrazitejše. Cveti od junija do septembra. Cvetni koški so majhni in enospolni. Plodovi so dolgi 4-5 mm, kosmati in brez kodeljice.
Pelod se z vetrom prenaša na dolge razdalje in je nevaren za alergike, saj povzroča seneni nahod.
Pelinolistna ambrozija se kot trdoživ plevel intenzivno širi po kmetijskih površinah, po robovih poti in prometnic, po smetiščih in na zapuščenih urbanih površinah.